# 汇波门

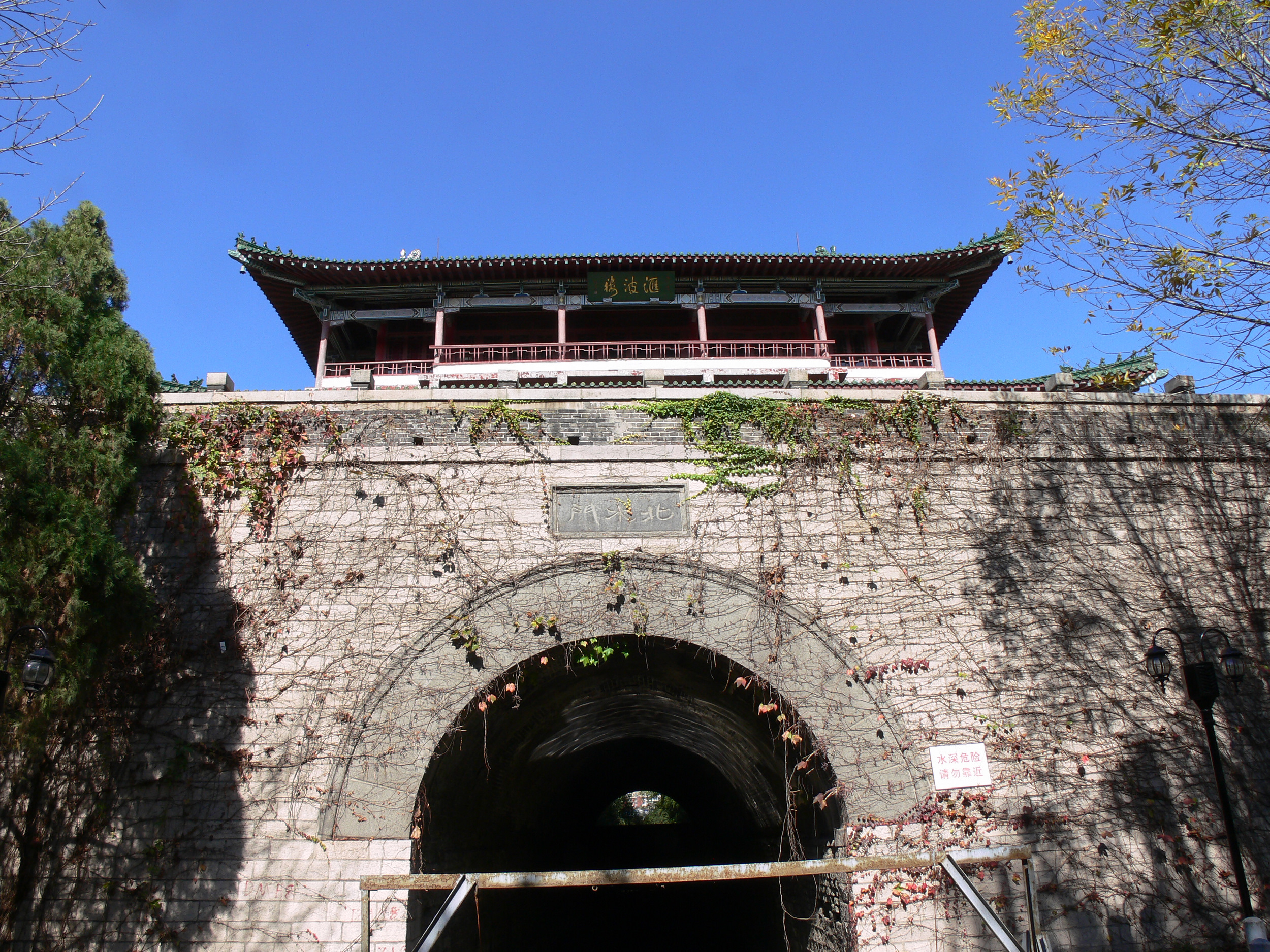
重建后的汇波门

汇波门，为明代济南府城四门（历山门、泺源门、汇波门、齐川门）中的北城门，也是四门中唯一的水门，今址位于山东省济南市历下区大明湖公园东北角。
汇波门最初被称为北水门，为宋神宗熙宁五年（1072年）曾巩任齐州知州时所建，原属承担泄洪、阻洪作用的水利工程，门中设有调节水量的闸板，济南内城中众泉汇流至大明湖后从该门中泄出，入北护城河，然后通小清河，因此得名汇波门，又因门上可行人行车，亦称汇波桥。由于济南旧城地形为西南向北、向东倾斜的格局，一般降雨时城门可承担泄出城内积水的作用，大雨时可紧闭城门，将城区与蓄洪区用城墙隔开，从而阻止洪水倒灌。该城门平时一般落闸不开，东、西门和南、北门又均不在一条轴线上，因此出现了济南旧城“四门不对”、“北门不开”的说法。今日所存的门洞顶为拱形，顶部刻有“北水门”三字。 
该门门上城楼称为汇波楼，最初建于元代初年，两层，面阔七间，在此可南望历山、玉函山，北观鹊山、华山、药山，亦可俯瞰大明湖水面的涵光倒影，为一处登临游览和集宴赋诗的景点。至元二十五年（1288年）和泰定元年（1324年）曾两度重修，明代洪武四年（1371年）再次重修，并增设了两座官厅和四座炮台。原楼因年久失修，于20世纪40年代塌圮，1982年-1983年在旧址上按原样重建，重檐歇山顶，主楼高13.6米，上下两层均设有供游人倚坐的回廊，楼南和楼西二层檐下分别悬有“汇波楼”和“汇波晚照”匾额。
该门南侧原有晏公庙（祭祀水神晏戌子），建于晏公台上，湖水先流经台下的券门，再经汇波门北去，傍晚时夕阳由券门斜射入水中，将四周景物染上一层橘红，即为济南八景中的“汇波晚照”。元代建楼后斜阳不能射入，券门亦堵塞，此景随没，而在汇波楼上傍晚所见的夕阳湖光交相辉映的景色则被视为新的汇波晚照。